# Posuđe
Posuđe ili suđe naziv je za ukupnost posuda (lonaca, tanjura, šalica, itd.) koje služe za kuhanje i posluživanje jela.